# 伊勢新聞
伊勢新聞（いせしんぶん）は、伊勢新聞社（いせしんぶんしゃ）が発行している三重県の県紙。名称は「伊勢」であるが旧伊勢国のみではなくあくまで県紙である。同一題字としては日本最古の日刊新聞である。共同通信社および日本新聞協会に加盟。

## 概要
1878年（明治11年）1月17日、松本宗一によって創刊された。西南戦争の翌年ということもあり、不平士族が中心であった。社名は三重県の一部の旧国名である伊勢国に由来している。
朝刊のみの発行で、夕刊はない。社員数は2021年2月末時点で45名と、地方紙の中では規模が小さく、県内シェアも中日新聞の後塵を拝している。記者不足を補完するため、ホームライターなる主婦を中心としたアルバイト記者を大量に採用している。
自社が取材して編集した記事においては漢数字のままで、それ以外の記事は洋数字で表記している。また、発行日の表記方法は「元号（西暦）」の順である。
2001年に新聞紙面のレイアウトを日本新聞協会加盟社でいち早く12段化した。2011年に放送されたテレビドラマ『高校生レストラン』（日本テレビ）の原作本は当社が発行した。

## 論調
概ね保守的である。社説はないが、週に一度掲載される「論壇」などで政治的なテーマを扱う事がある。かつては 衆議院議員、民社党委員長を務めた塚本三郎のコラムも連載されていた。
2001年（平成13年）8月13日の小泉純一郎内閣総理大臣による靖国神社参拝を積極的に支持した。2006年（平成18年）の教育基本法改定にも積極的な姿勢であった。

## 歴史

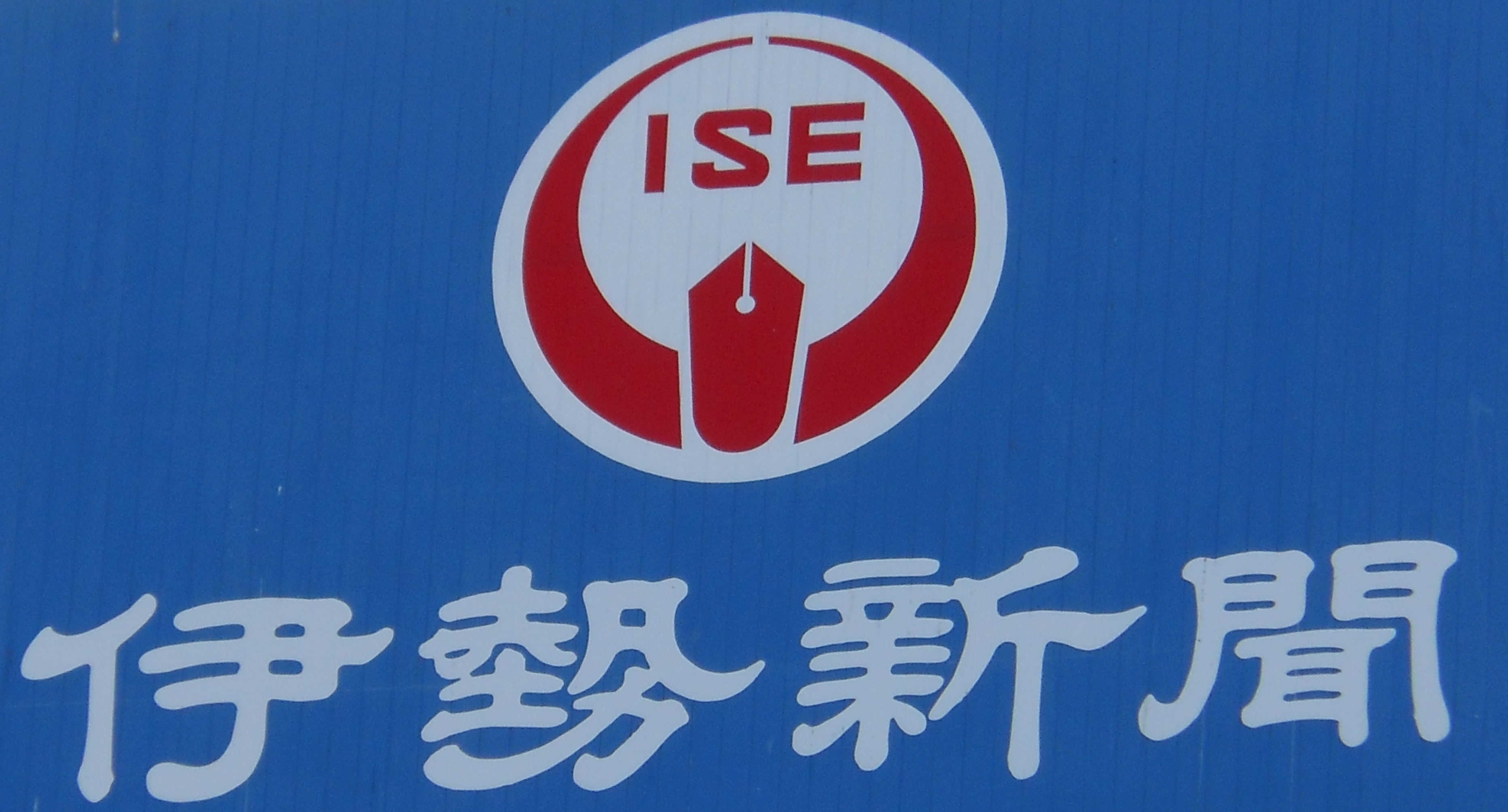
ロゴ

- 1878年（明治11年） - 1月に創刊。発行当初は週2回発行で、5月より隔日発行、10月より日刊となった[4]。
- 1890年（明治23年） - 第1回衆議院選挙公報を発行。
- 1911年（明治44年） - 紙齢1万号。
- 1928年（昭和3年） - 株式会社に法人化。
- 1937年（昭和12年） - 伊勢年鑑を創刊。
- 1938年（昭和13年） - 1月に創刊50周年、秋に紙齢2万号。
- 1942年（昭和17年） - 戦時報道統制により、北勢朝日、三重新聞、南勢新聞などを吸収合併。一県一紙の新聞体制を確立。
- 1945年（昭和20年） - 7月28日に津市大空襲で本社が全焼[注 7]。8月30日に復興第1号を発行。12月27日にGHQが「連合国軍を批判する記事が新聞紙条例に抵触した」と判断し、翌日まで新聞発行の停止を命令[5]。
- 1949年（昭和24年） - 社屋を津市大門町の大門ビルから丸之内本町に新築移転。
- 1951年（昭和26年） - ラジオ三重開局。後に近畿東海放送と局名を改め、1960年に発展解消して東海ラジオ放送に。
- 1954年（昭和29年） - 第1回三重文化賞を制定。
- 1956年（昭和31年） - 伊勢式超高速度輪転機を導入。
- 1962年（昭和37年） - 創業85周年を機に写真伝送受信機、漢字テレタイプ、ファックスを設置。
- 1963年（昭和38年） - 現在地に鉄筋3階建ての新社屋完成。
- 1966年（昭和41年） - 紙齢3万号。
- 1969年（昭和44年） - 三重テレビ放送の三重テレビニュースの火曜日、金曜日放送分に記者、論説員を派遣[注 8]。
- 1978年（昭和53年） - 創業100年周年を迎える。
- 1979年（昭和54年） - 電算写植機を導入。
- 1980年（昭和55年） ‐ 小林正雄（1916-1995、陸軍航空通信学校卒）が代表取締役就任[6]。
- 1987年（昭和62年） - コンピュータ組版システムを導入。
- 1991年（平成3年） - カラーオフ輪転機を導入。
- 1994年（平成6年） - 紙齢4万号。
- 1995年（平成7年） ‐ 小林千三（1949年生。早大理工学部卒。前市長の長男）が代表取締役就任[7]。
- 1996年（平成8年） - 富士通製コンピュータ編集システムを導入。現場記者のワープロによる記事入力から本社での組版までをオンライン化。
- 1998年（平成10年） - 創業120周年を記念して式典を開催。
- 1999年（平成11年） - デジタルカメラの全面的導入。
- 2000年（平成12年） - 活字を大型化。社屋の全面的改修が完了。
- 2001年（平成13年） - 新聞を12段化[注 9]。活字をさらに大型化。イメージキャラクターが決定。
- 2002年（平成14年） - 紙面を拡充して全20面とする。
- 2003年（平成15年） - カラーオフ輪転機を増設。
- 2005年（平成17年） - 特大60頁企画「三重を元気にする！！」を発行。
- 2006年（平成18年） - 株式面を増設。
- 2008年（平成20年） - 「伊勢新聞」の題字を大型化。
- 2009年（平成21年） - 編集新システムを全面更新。
- 2020年（令和2年） - 日本新聞協会制定の毎月1回[注 10]行っている新聞休刊日とは別に、4月より原則として毎月第4土曜日を自主的な新聞休刊日とし、その翌日の日曜日付け朝刊を休刊とすることを社告にて発表[8]。
- 2022年（令和4年） - 8月16日付で紙齢50,000号を迎える。

## 事業所
本社
三重県津市本町34-6
支社
- 東京： 東京都中央区築地2-11-11 諸井ビル3F
- 名古屋： 愛知県名古屋市中区栄4-16-8 栄メンバーズオフィスビル507
- 大阪： 大阪府大阪市中央区難波2-3-11 ナンバ八千代ビル5F

総局
- 北勢：四日市市北浜田町12-5 北浜田マンションB907
- 松阪紀勢：松阪市本町2176
- 伊勢志摩：伊勢市岩渕1-8-15
- 伊賀：伊賀市平野北谷439-3 桜道コートA202

支局
- 鈴鹿：鈴鹿市自由が丘1-17-1
- 鳥羽：鳥羽市船津町254 ヴィヴレB棟202
- 志摩：志摩市阿児町鵜方3121-6 -1F
- 熊野：熊野市井戸町758-2

通信部
- 紀伊長島：北牟婁郡紀北町古里1137-2

## 紙面
題字には、横棒が一本多い「新」の本字（ / 𣂺）を使用している。記事中の数は漢数字が使われる。

### 番組表
最終面の番組表には中京広域圏の各局のうち、テレビ愛知以外の各局（NHK総合、NHK Eテレ、東海テレビ、CBCテレビ、メ〜テレ、中京テレビ）をフルサイズで掲載。また三重テレビとテレビ愛知をハーフサイズで掲載している。
なお、テレビ愛知を除く各局には、アナログ放送終了前日の2011年（平成23年）7月23日までは名張、鳥羽、熊野の各中継局のチャンネルを併記していた。デジタル移行後は全県共通で各局ごとのプリセットID番号が統一されているため、中継局の記述は割愛されている。
中面は地域版見開き形式となっており、左のページ上段には中京広域圏のラジオ各局、下段にはNHK Eテレのデジタル独自番組（サブチャンネル）を極小サイズ、WOWOWプライムと関西広域圏のうち、カンテレ、MBSテレビ、ABCテレビ、読売テレビの各テレビ局をハーフサイズにて、それぞれ掲載。
右面はデジタル衛星各局（NHKのNHK BS、BSP4Kと在京キー局系BS）をハーフサイズで掲載している。なお、BSアナログ放送が実施されていた時期はNHKのBS2つとWOWOWはアナログ・デジタル重複掲載をしていた。

### 天気予報
1面題字下に長年赤福提供による「まんが天気予報」というコーナーがあり、県内を北・中部、南部、伊賀の3地域に分けて、それぞれに赤福のCMキャラクターの「赤太郎」のイラストを挿入した天気が掲載されていたが、2007年（平成19年）10月12日には赤福の製造日不正表示が発覚し、翌日からしばらくは赤福がテレビCMを自粛した。このため「赤太郎」を登場させた天気予報は休載し、代わりに一般的な天気イラストのみを掲載した県内の天気を掲載したが、自粛期間中でありながら2008年（平成20年）1月5日の新聞で誤って「赤福提供」の天気予報を掲載してしまい、翌日の社告で訂正した。
上記のイラスト入り天気予報は、2017年（平成29年）4月1日より正式に復活したが、表題については「まんが天気予報」を用いず、3月31日まで使われていた「きょうの天気」をそのまま引き継いだ。また「赤太郎」のイラストについては、紙面のカラー化に合わせ、着色が施されたものになった。なお、「まんが天気予報」時代より天気図・気象衛星写真・概況・全国の天気予報は社会面に掲載されている。

### 地域版
地域版は大きく3つのブロックに分かれており、それぞれ1ページずつ併載されている。
| ブロック           | 対象エリア                                                  |
| ------------------ | ----------------------------------------------------------- |
| 北勢版             | 桑名市 いなべ市 四日市市 鈴鹿市 亀山市 桑名郡 員弁郡 三重郡 |
| 中勢・伊賀版       | 津市 伊賀市 名張市 松阪市 多気郡                            |
| 伊勢志摩・東紀州版 | 伊勢市 鳥羽市 尾鷲市 熊野市 志摩市 度会郡 北牟婁郡 南牟婁郡 |

### スポーツ欄
スポーツ欄には津競艇、四日市競輪、松阪競輪、名古屋競馬、笠松競馬の出走表（予想つき）および結果が掲載されている。また土日には中央競馬のメインレースの出走表（馬柱つき）が掲載される。

### 連載
- 『ドン小西のDONトライ』（2008年（平成20年）4月22日より連載）
- 『半導体漫遊記』湯之上隆（2010年11月2日より連載）[9]

## 販売
- 即売
  - 三重県内のコンビニエンスストア各店の店頭にある。
  - 三重県内の東海キヨスク・ベルマート・近鉄エキファミ各店の店頭のほか、近鉄名古屋駅構内の近鉄エキファミ4店舗（近鉄名古屋駅4番ホーム南店を除く改札内3店舗・正面改札外1店舗）でも取り扱っている。
- 新聞販売店
  - 三重県内に190か所あるが、津市に専売所がある以外は合売が多い。